# Svetovna šahovska federacija
Svetóvna šáhovska federácija (angleško World Chess Federation), bolj pogosto kar s kratico FIDE (francosko Fédération Internationale des Échecs) je bila ustanovljena v Parizu 20. julija 1924. Združuje nacionalne šahovske zveze, od leta 1999 je priznana tudi od Mednarodnega olimpijskega komiteja. Predsednik FIDE je od leta 2018 Rus Arkadij Dvorkovič.
FIDE določa in izdaja pravila šaha, skrbi za pripravo šahovskih olimpiad, svetovnega prvenstva, svetovna šahovska prvakinjaza ženske in drugih tekmovanj FIDE, podeljuje šahovske nazive, izračunava igralske ratinge FIDE, izdaja albume najboljših šahovskih problemov.
Geslo FIDE je: Gens una sumus (Ena družina smo)

## Predsedniki FIDE[1]
| 1924 - 1939 | Alexander Rueb       | Nizozemska |
| 1939 - 1946 | Augusto de Muro      | Argentina  |
| 1946 - 1949 | Alexander Rueb       | Nizozemska |
| 1949 - 1970 | Folke Rogard         | Švedska    |
| 1970 - 1978 | Max Euwe             | Nizozemska |
| 1978 - 1982 | Friðik Olafsson      | Islandija  |
| 1982 - 1995 | Florencio Campomanes | Filipini   |
| 1995 - 2018 | Kirsan Iljumžinov    | Rusija     |
| 2018 -      | Arkadij Dvorkovič    | Rusija     |